# 1782 a tudományban
Az 1782. év a tudományban és a technikában.

## Díjak
- Copley-érem: Richard Kirwan

## Halálozások
- március 17. - Daniel Bernoulli matematikus (* 1700)
- május 16. - Daniel Solander botanikus (* 1733)
- május 20. - William Emerson matematikus (* 1701)